# Mimudea ingentalis
Mimudea ingentalis là một loài bướm đêm trong họ Crambidae.